# AS Adema 149–0 SO l'Emyrne
Vào ngày 31 tháng 10 năm 2002, một trận đấu giữa hai câu lạc bộ AS Adema và Stade Olympique de l'Emyrne (SOE) đã diễn ra trong khuôn khổ Giải bóng đá vô địch quốc gia Madagascar mùa giải 2002. Trận đấu này đã kết thúc với tỷ số 149–0 nghiêng về Adema, được Sách Kỷ lục Guinness công nhận là trận đấu có số bàn thắng nhiều nhất và là trận thắng đậm nhất trong lịch sử bóng đá thế giới. Diễn biến trận đấu cho thấy SO l'Emyrne (SOE) đã cố tình để thua trong cuộc đối đầu với đối thủ truyền kiếp AS Adema, mà bản chất là một cuộc "biểu tình" được lên kế hoạch trước, nhằm phản đối các quyết định của trọng tài đã chống lại họ ở trận đấu trước đó khiến đội bóng này để vuột chức vô địch quốc gia.

## Diễn biến
Cuộc đối đầu này thuộc vòng đấu play-off dành cho 4 đội mạnh nhất để xác định chức vô địch quốc gia Madagascar mùa giải 2002, với thể thức đá vòng tròn một lượt tại Toamasina trong 11 ngày. Chức vô địch đã thuộc về Adema sau khi nhà đương kim vô địch lúc đó là Stade Olympique (SO) l'Emyrne bị DSA Antananarivo cầm hòa 2–2 ở trận đấu áp chót, trong đó trọng tài đã cho Antananarivo hưởng một quả phạt đền gây tranh cãi vào những phút cuối cùng, dẫn đến một trận hòa. Vì lẽ này mà ban huấn luyện và các cầu thủ SOE đã lên kế hoạch "biểu tình" nhằm phản ứng với quyết định của trọng tài.
Trận đấu với AS Adema là trận đấu cuối cùng của giải vô địch quốc gia Madagascar mùa bóng 2002. Ngay sau tiếng còi khai cuộc, huấn luyện viên của SOE là Ratsimandresy Ratsarazaka đã chỉ đạo cho các cầu thủ thay phiên nhau sút vào lưới nhà 149 lần. Trung bình, cứ khoảng 36 giây, các cầu thủ SOE lại phản lưới nhà một lần. Chứng kiến tình huống trên, các cầu thủ AS Adema được cho là chỉ đứng nhìn và không thể làm gì để ngăn chặn hành vi của các cầu thủ SOE, còn trọng tài thì mỏi tay ghi số lượng bàn thắng mà không kịp ghi tên cầu thủ đưa bóng vào lưới. Hàng ngàn khán giả phẫn nộ đã bỏ xuống các quầy vé yêu cầu trả lại tiền.

## Án phạt và kỷ lục
Liên đoàn bóng đá Madagascar (FMF) đã quyết định cấm Ratsarazaka hành nghề 3 năm, đồng thời bị cấm đến sân vận động trong thời gian thụ án. Bốn cầu thủ của SOE trực tiếp tham gia vào 149 bàn phản lưới nhà bị treo giò tới hết mùa, bao gồm thủ môn Razafindrakoto (đội trưởng đội tuyển quốc gia Madagascar) cùng với đội trưởng Andrianiaina và hai cầu thủ khác là Rakotoarimanana và Rakotonandrasana; tất cả đều bị cấm tham gia các hoạt động bóng đá trong khoảng thời gian thụ án kỷ luật. Mọi kết quả của SOE trong mùa giải 2002 cũng bị FMF hủy bỏ, trong khi Bộ thể thao Madagascar ra quyết định giải thể FMF, nhưng sau đó tổ chức này lại được tái lập. Riêng trọng tài không bị xử phạt vì diễn biến trận đấu được cho là nằm ngoài tầm kiểm soát của ông. Rakotonandrasana qua đời ngày 9 tháng 11 năm 2023 ở tuổi 53.
Hành động thái quá của SOE bị cho là đã để lại tiếng xấu cho nền bóng đá Madagascar nói chung và đội bóng này nói riêng. Trận đấu này đã được ghi vào sách kỷ lục Guinness về trận đấu có tỷ số thắng với cách biệt lớn nhất, phá vỡ kỷ lục kéo dài 118 năm của trận Arbroath thắng 36–0 trước Bon Accord vào năm 1885 tại Cúp quốc gia Scotland.